# Contrevoz
Contrevoz är en kommun i departementet Ain i regionen Auvergne-Rhône-Alpes i östra Frankrike. Kommunen ligger  i kantonen Virieu-le-Grand som ligger i arrondissementet Belley. Kommunens areal är 14,18 km². År 2022 hade Contrevoz 489 invånare.

## Befolkningsutveckling
Antalet invånare i kommunen Contrevoz
Referens: INSEE